# Курсероа
Курсероа (фр. Courceroy) насеље је и општина у североисточној Француској у региону Шампањ-Арден, у департману Об која припада префектури Ножан сир Сен.
По подацима из 2011. године у општини је живело 124 становника, а густина насељености је износила 18,54 становника/km². Општина се простире на површини од 6,69 km². Налази се на средњој надморској висини од 60 метара.

## Демографија
| 1962. | 1968. | 1975. | 1982. | 1990. | 1999. | 2011. |
| ----- | ----- | ----- | ----- | ----- | ----- | ----- |
| 68    | 78    | 71    | 92    | 103   | 100   | 124   |

График промене броја становника у току последњих година